# Питба
Питба (рус. Питьба) река је на северозападу европског дела Руске Федерације. Протиче преко територије Новгородског рејона на северу Новгородске области и лева је притока реке Волхов, те део басена реке Неве и Балтичког мора.
Свој ток започиње на подручју села Мјасној Бор, а у Волхов се улива неких десетак километара низводно од места где та река отиче из језера Иљмењ. Река Питба је специфична по томе што целом дужином свог тока тече паралелно са коритом реке Волхов на удаљености од 4 до 6 km од његове леве обале, али у супротном смеру. Целом дужином тока тече преко подручја Прииљмењске низије.
Укупна дужина водотока је 37 km, док је површина сливног подручја 241 km². Укупан пад реке је 23 метра (извор на надморској висини од 41 метра, ушће на 18 метара). У доњем делу тока, на око 3 km узводно од ушћа корито Питбе се нагло шири и до 350 метара, а дубина на том подручју је до 3 метра.
Најважније притоке су Стипенка (4 km) и Пестова (20 km).